# The Complete Carl Barks Disney Library
The Complete Carl Barks Disney Library är en bokserie som publiceras av Fantagraphics och som innehåller alla Disney-serier som skrevs och tecknades av Carl Barks. De publicerades ursprungligen med start i slutet av år 1942 och fortlöpte till juni år 1966 då Barks slutligen drog sig tillbaka från anktecknandet för Disney.
Utgivningen av The Complete Carl Barks Disney Library började i december 2011 och kommer då utgivningen avslutas att bestå av över 6 000 seriesidor fördelade mellan 30 volymer vardera bestående av ca 240 sidor.

## Bakgrund
Rättigheterna till Barks verk var licensierade från Disney till Gemstone Publishing från år 2003 till slutet av 2008 då Gemstone slutade ge ut Disney-publikationer. Då Fantagraphics förläggare, Gary Groth, hörde talas om detta tog han kontakt med Disney och säkrade rättigheterna till att ge ut Floyd Gottfredsons Musse Pigg-seriestrippar. Detta resulterade i The Floyd Gottfredson Library, som började ges ut i mitten av 2011. Groth försökte även få rättigheterna till Barks ankserier. Disney tillkännagav till att börja med att de skulle ge ut böckerna själva men ändrade sig senare och gav Fantagraphics tillstånd att trycka Disneys samlade ankserier av Barks.

## Format
Barks ankserier har tryckts om flera gånger före denna specifika utgåva, speciellt för den europeiska marknaden på diverse europeiska språk, men den enda kompletta samling som givits ut på originalspråk före denna var det dyra Carl Barks Library, omfattande 30 volymer tryckta i svartvitt. Fantagraphics senare utgåva av Barks ankbibliotek är helt och hållet tryckt i färg, på det vis som serierna ursprungligen publicerades.
Då alla volymer har publicerats kommer de att utgöra en kronologisk samling av Barks serier, men de publiceras i en ordning efter Fantagraphics beräknade läsarintresse för Barks olika epoker av ankserier samt vilka som anses hålla högst kvalitatet och vara mest populära. Den först utgivna volymen, Lost in the Andes, innehåller serier från vad som anses vara Barks höjdpunkt (slutet av 1940-talet till mitten av 1950-talet), inklusive serien Vilse i Anderna, som var Barks egen favorit.
Böckerna har designats av Jacob Covey från Fantagraphics. Serierna har färglagts av Rich Tommaso med seriernas originalfärger som utgångspunkt och med vanliga läsare som målgrupp, till skillnad från färgläggningen i många andra av Fantagraphics utgivningar som vanligtvis anpassats till seriekonnässörer.
Varje bok omfattar omkring 210-240 sidor. Drygt 200 sidor av dessa innehåller serier medan resterande innehåller intervjuer, krönikor, omslag, kompletterande material samt referenser.

## Restaurering
Böckerna är helt ocensurerade och innehåller de raskarikatyrer som förekom i originalen men som redigerats bort i nytryck av serierna. Vissa serier trycks med nyupptäckta originalteckningar för första gången sedan deras ursprungliga publicering.
Fantagraphics har valt att färglägga serierna digitalt med den ursprungliga utgåvan som utgångspunkt, istället för att direkt reproducera den ursprungliga färgläggningen, ibland med dålig färgpassning, som de har gjort i många av sina arkivprojekt. Färgläggaren Rich Tommaso har hållit sig väldigt nära de ursprungliga kulörerna men har dämpat de grällaste färgerna något för den moderna läsarens skull. I vissa fall har färgläggningen korrigerats i de fall då det varit känt att Barks uttryckt missnöje med den, och även i vissa fall då utgivaren ansett att färgläggningen kunde korrigeras eller förbättras.

## Volymer
| Volym | Utgivningsordning | Titel                                              | Period           | ISBN                   |
| ----- | ----------------- | -------------------------------------------------- | ---------------- | ---------------------- |
| 1     | 28: 2025-08       | Donald Duck: “Finds Pirate Gold”                   |                  | ISBN 979-8-8750-0113-0 |
| 2     | 27: 2024-11-12    | Donald Duck: “Frozen Gold”                         | 1943–1945        | ISBN 978-1-68396-988-4 |
| 3     | 26: 2024-08-20    | Donald Duck: “Mystery of the Swamp”                | 1945–1946        | ISBN 978-1-68396-972-3 |
| 4     | 25: 2023-10-10    | Donald Duck: “Maharajah Donald”                    | 1946–1947        | ISBN 978-1-68396-900-6 |
| 5     | 5: 2013-11-10     | Donald Duck: “Christmas on Bear Mountain”          | 1947–1948        | ISBN 978-1-60699-697-3 |
| 6     | 4: 2013-05-16     | Donald Duck: “The Old Castle’s Secret”             | 1948             | ISBN 978-1-60699-653-9 |
| 7     | 1: 2011-12-05     | Donald Duck: “Lost in the Andes”                   | 1948–1949        | ISBN 978-1-60699-474-0 |
| 8     | 6: 2014-06-20     | Donald Duck: “Trail of the Unicorn”                | 1949–1950        | ISBN 978-1-60699-741-3 |
| 9     | 8: 2015-05-15     | Donald Duck: “The Pixilated Parrot”                | 1950             | ISBN 978-1-60699-834-2 |
| 10    | 10: 2016-05-07    | Donald Duck: “Terror of the Beagle Boys”           | 1951             | ISBN 978-1-60699-920-2 |
| 11    | 3: 2012-11-07     | Donald Duck: “A Christmas For Shacktown”           | 1951–1952        | ISBN 978-1-60699-574-7 |
| 12    | 2: 2012-07-17     | Uncle Scrooge: “Only a Poor Old Man”               | 1952–1954        | ISBN 978-1-60699-535-8 |
| 13    | 9: 2015-10-26     | Donald Duck: “Trick or Treat”                      | 1952–1953        | ISBN 978-1-60699-874-8 |
| 14    | 7: 2014-11-05     | Uncle Scrooge: “The Seven Cities of Gold”          | 1954–1955        | ISBN 978-1-60699-795-6 |
| 15    | 11: 2016-09-13    | Donald Duck: “The Ghost Sheriff of Last Gasp”      | 1953–1955        | ISBN 978-1-60699-953-0 |
| 16    | 12: 2017-08-15    | Uncle Scrooge: “The Lost Crown of Genghis Khan”    | 1956–1957        | ISBN 978-1-68396-013-3 |
| 17    | 13: 2017-09-19    | Donald Duck: “Secret of Hondorica”                 | 1955–1956        | ISBN 978-1-68396-045-4 |
| 18    | 14: 2018-03-27    | Donald Duck: “The Lost Peg Leg Mine”               | 1956–1958        | ISBN 978-1-68396-093-5 |
| 19    | 15: 2018-09-05    | Donald Duck: “The Black Pearls of Tabu Yama”       | 1957–1958        | ISBN 978-1-68396-123-9 |
| 20    | 16: 2019-05-21    | Uncle Scrooge: “The Mines of King Solomon”         | 1957–1958        | ISBN 978-1-68396-187-1 |
| 21    | 17: 2019-10-08    | Donald Duck: “Christmas in Duckburg”               | 1958–1959        | ISBN 978-1-68396-239-7 |
| 22    | 18: 2020-06-09    | Uncle Scrooge: “The Twenty-Four Carat Moon”        | 1958–1962        | ISBN 978-1-68396-291-5 |
| 23    | 19: 2020-11-10    | Donald Duck: “Under the Polar Ice”                 | 1959–1960        | ISBN 978-1-68396-383-7 |
| 24    | 20: 2021-03-16    | Uncle Scrooge: "Island in the Sky"                 | 1959–1960, 1990  | ISBN 978-1-68396-401-8 |
| 25    | 21: 2021-11-16    | Donald Duck: "Balloonatics"                        | 1960–61, 1969–70 | ISBN 978-1-68396-474-2 |
| 26    | 22: 2022-05-17    | Uncle Scrooge: "The Golden Nugget Boat"            | 1960–1962        | ISBN 978-1-68396-565-7 |
| 27    | 23: 2022-09-27    | Donald Duck: "Duck Luck"                           | 1960-1961, 1971  | ISBN 978-1-68396-653-1 |
| 28    | 24: 2023-06-20    | Uncle Scrooge: "Cave of Ali Baba"                  | 1960-1962, 2006  | ISBN 978-1-68396-763-7 |
| 29    | 29: 2025-10       | Donald Duck: "The Lonely Lighthouse on Cape Quack" |                  | ISBN 979-8-8750-0150-5 |
| 30    | 30: 2026-04       | Uncle $crooge: "Lost Beneath the Sea"              |                  | ISBN 979-8-8750-0181-9 |